# Flughafen Ubon Ratchathani

i7
i11
i13
Der Flughafen Ubon Ratchathani (thailändisch ท่าอากาศยาน อุบลราชธานี; IATA-Code: UBP, ICAO-Code: VTUU) ist ein nationaler Flughafen am nordöstlichen Stadtrand von Ubon Ratchathani, der Hauptstadt der Provinz Ubon Ratchathani in der Nordostregion von Thailand, dem Isan. 
Im Jahr 2015 wurden 1,47 Millionen Passagiere abgefertigt. Ubon Ratchathani ist damit (nach Udon Thani) der zweitmeistfrequentierte Flughafen im Isan. Die Passagierzahl hat sich zwischen 2010 und 2015 mehr als verdreifacht.
Im Frühjahr 2016 bieten fünf thailändische Fluggesellschaften Inlandsverbindungen – vorwiegend mit Bangkok-Don Mueang – an.

## Militärische Nutzung
Der Flughafen Ubon Ratchathani ist sowohl ein zivil wie auch ein militärisch RTAFB Ubon Ratchathani, von der Royal Thai Air Force (RTAF) genutzter Flughafen. Die 2nd Air Division/21st Wing Air Combat Command ist hier stationiert.
Während des Vietnamkrieges wurde der Flughafen von der United States Air Force (Pacific Air Forces) von 1964 bis 1975 genutzt. Hier gab es auch ein Rundfunkstudio von AFTN.

## Zwischenfälle
- Am 3. September 1964 streifte eine Douglas DC-3/C-47D der Thailändischen Luftstreitkräfte (Luftfahrzeugkennzeichen RTAF L2-29/02?) zwei Kilometer vom Flughafen Ubon Ratchathani entfernt einen Baum und stürzte ab. Durch diesen CFIT (Controlled flight into terrain) wurden von den 33 Insassen 28 getötet.[1]

## Weblink
- Airport Informationen für VTUU von World Aero Data (auf Englisch)